# Parampharete weddellia
Parampharete weddellia är en ringmaskart som beskrevs av Hartman 1978. Parampharete weddellia ingår i släktet Parampharete och familjen Ampharetidae. Inga underarter finns listade i Catalogue of Life.